# Francisco Afonso Chaves
Se procura informação sobre o escritor setecentista açoriano, veja Francisco Afonso de Chaves e Melo.
Francisco Afonso Chaves e Melo (Lisboa, 24 de Janeiro de 1857 — Ponta Delgada, 23 de Julho de 1926), mais conhecido por coronel Afonso Chaves, foi um naturalista, geofísico e meteorologista cuja biografia quase se confunde com a história da meteorologia nos Açores. 

## Biografia
A sua acção se deve o início da cooperação meteorológica internacional para o estudo dos fenómenos atmosféricos do Atlântico Norte, com o consequente aperfeiçoamento da previsão do estado do tempo no continente europeu, e o início dos estudos de sismologia, geomagnetismo e vulcanismo no Atlântico nordeste. Militar de carreira, tendo atingido o posto de coronel do Exército Português, dedicou a maior parte da sua vida ao estudo da meteorologia e da física da Terra. Em colaboração com os maiores cientistas da época, exerceu ainda uma importante influência no estudo da flora e fauna açorianas. Personalidade muito à frente do seu tempo, deve-se a Afonso Chaves o projecto de criação de um Serviço Meteorológico Internacional dos Açores, que deu origem ao Serviço Meteorológico dos Açores (1901-1946), à criação da rede de observatórios daquele arquipélago e ao projecto de instalar um observatório no topo da montanha do Pico. Este último projecto apenas agora está parcialmente realizado com o Pico-NARE, um observatório internacional da atmosfera terrestre localizado no topo da montanha da ilha do Pico. Também se interessou pela etnologia açoriana e foi um dos editores da monumental obra historiográfica Arquivo dos Açores.
Descendente de uma ilustre família açoriana, filho do intelectual e político Francisco Afonso da Costa Chaves e Melo, ainda jovem fixou-se em Ponta Delgada, ilha de São Miguel, cidade onde residiu até falecer. Destinado a seguir a carreira militar, frequentou os estudos preparatórios em Ponta Delgada, inscrevendo-se seguidamente no curso de ciências, preparatório para os futuros oficiais do exército e da marinha, da Escola Politécnica de Lisboa, onde se preparou para a frequência da Escola do Exército. Ingressou naquele estabelecimento militar em 1875, concluindo com brilhantismo o curso de Infantaria a 26 de Dezembro de 1877.
Iniciou então a sua carreira militar no posto de alferes, prestando serviço em Lisboa, ao mesmo tempo que frequentava o curso aprofundado de Ciências Físico-Matemáticas da Escola Politécnica, de que em 1879 desistiu, alegadamente por motivos de saúde.
Regressa então a Ponta Delgada, onde a partir de 1879 é colocado no Regimento de Caçadores n.º 11, então ali aquartelado, e depois no Regimento de Infantaria n.º 26, também em Ponta Delgada, unidade que chegou a comandar. Naquela unidade fez o seu percurso militar: tenente (1884), capitão (1890), major (1902), tenente-coronel (1907), até ser promovido a coronel, a 8 de Junho de 1911.
Durante o período em que frequentou a Escola Politécnica, ou talvez ainda em Ponta Delgada durante os seus estudos preparatórios, adquiriu o gosto pelo estudo das ciências da natureza, interessando-se pela zoologia e botânica. Em consequência, cedo iniciou contacto com os naturalistas da época, revelando gosto pelas ciências físico-naturais e interesse em participar nos estudos que então se iam realizando nos Açores.
Regressado a Ponta Delgada em finais de 1879, envolveu-se no grupo liderado por Carlos Machado que preparava o Gabinete de História Natural do Liceu de Ponta Delgada, embrião do actual Museu Carlos Machado, o que o encaminhou para os estudos zoológicos.
Iniciado o seu percurso como naturalista amador, nunca deixou de se interessar pelas Ciências da Terra e pela Física do Globo, designação que então englobava a meteorologia, o geomagnetismo e a sismologia, mantendo-se a par dos seus principais avanços. Profundamente interessado na previsão do tempo e nas novas teorias que então surgiam para explicar a dinâmica da atmosfera terrestre, foi gravitando para o campo da meteorologia, então uma ciência incipiente nos Açores, sem observatórios permanentes, dependendo as observações do interesse de um grupo de voluntários, na sua maioria professores liceais.
Apesar da sua formação na Escola Politécnica, Afonso Chaves foi essencialmente um autodidacta, estudando afincadamente as áreas do saber que o interessavam e criando e mantendo uma vasta rede de contactos com instituições e cientistas em toda a Europa. Em 1885, com apenas 28 anos de idade, já publicava na revista francesa L’Astronomie os resultados das observações feitas no observatório que instalara no quintal da sua residência, antigo Foral do Botelho, em Ponta Delgada.
Mantendo a sua carreira militar, entre 1885 e 1888, ensinou Física, Química e História Natural no Liceu de Ponta Delgada, o que o levou a um maior envolvimento com a elite culta local e em particular com Carlos Machado, o que seria determinante na sua carreira futura.
Quando em 1887 o príncipe Alberto I do Mónaco visitou os Açores na sua primeira campanha oceanográfica no Atlântico, Francisco Afonso Chaves foi um dos interlocutores locais contactados pela equipa científica que o acompanhava. Os seus conhecimentos e interesse pela meteorologia levaram a que se transformasse num dos principais colaboradores açorianos do príncipe, com quem gizou um projecto de aproveitamento da posição dos Açores como plataforma de observação meteorológica para a previsão do tempo na Europa. Tal passava pela criação de uma rede de observatórios no arquipélago, ligados aos centros europeus de previsão por telégrafo, permitindo assim antecipar em dois a três dias o aviso de aproximação às costas europeias das depressões e perturbações atmosféricas que a circulação geral da atmosfera encaminha de oeste para leste sobre o Oceano Atlântico.
O projecto de estudos meteorológicos evoluiu no sentido de ser criado nos Açores um centro internacional de estudo do clima, aberto à participação das potências europeias interessadas na previsão meteorológica nas suas costas e no estudo do tempo nas rotas marítimas de aproximação aos seus portos. Contudo, a inexistência de observatórios e, acima de tudo, a inexistência de ligação telegráfica entre os Açores e a Europa impedia a concretização da ideia. Também as questões geopolíticas começaram cedo a surgir, com o governo português a temer uma internacionalização do centro, que poderia levar a uma redução do controlo luso sobre as ilhas, e o Reino Unido, então a potência dominante em relação à qual Portugal tradicionalmente subordinava as suas políticas, a colocar entraves a uma partilha de dados que pudesse beneficiar as potencias continentais rivais.
Apesar das resistências e incompreensões, o projecto foi maturando, graças à visão de Afonso Chaves, à influência de Alberto do Mónaco sobre o rei D. Carlos I de Portugal e ao interesse que despertou entre os meteorologistas europeus. Entretanto, Francisco Afonso Chaves era nomeado director do Posto Meteorológico de Ponta Delgada e assumia-se progressivamente como meteorologista profissional.
Quando a 27 de Agosto de 1893 foi finalmente inaugurada a ligação por cabo submarino entre Ponta Delgada e Cascais, o projecto do centro internacional de meteorologia passou a ser exequível. A partir de então, sob a orientação do vice-almirante João Carlos de Brito Capelo, director do Observatório Meteorológico do Infante D. Luiz, Afonso Chaves reactivou o Posto Meteorológico de Ponta Delgada, que se encontrava inactivo há alguns anos. Trabalhando gratuitamente, expandiu o posto, instalando instrumentos adquiridos pelo Estado, pela Junta Geral e pela Câmara Municipal de Ponta Delgada, com a ajuda de alguns particulares, e passou a executar um plano diário de observações meteorológicas que eram enviadas telegraficamente para Lisboa e Londres, de onde eram repetidas para Madrid e Paris.
Face ao êxito da operação e à reconhecida valia dos dados fornecidos, em 1894 o projecto de criação do centro internacional é formalizado, iniciando então Alberto do Mónaco uma campanha de mobilização dos meteorologistas e dirigentes das principais potências europeias para a criação de uma instituição internacional de meteorologia nos Açores. O rei D. Carlos I, amigo próximo de Alberto do Mónaco, envolve-se no projecto, tentando influenciar as decisões governamentais neste sentido, e Afonso Chaves é convidado para futuro director da instituição
Entre os anos de 1895 e 1898, fundou os observatórios de Santa Cruz das Flores (a funcionar desde Agosto de 1897, infelizmente já demolido), e da Horta (desde 1898, hoje o Observatório Príncipe Alberto do Mónaco), e as estações climatológicas das Bandeiras e da Candelária, na ilha do Pico.
O receio de perda de influência portuguesa no arquipélago, num país ainda traumatizado pelo ultimato britânico de 1890, vai crescendo à medida que o projecto de Afonso Chaves vai ganhando força. Contudo, ainda assim, provavelmente graças à intervenção de Alberto do Mónaco junto de D. Carlos I, não houve oposição expressa por parte das autoridades portuguesas. Nessas condições, coube a Afonso Chaves, quase isolado e sem apoio da diplomacia portuguesa, realizar uma campanha de divulgação internacional do projecto, juntando à meteorologia o geomagnetismo e a geoelectricidade, áreas que sobremaneira o interessavam. A campanha incluiu em 1898-1899 uma viagem de quase 6 meses por vários observatórios europeus (Madrid, Hamburgo, Christiania, Kiel, Berlim, Leipzig e Londres), onde tenta encontrar apoios para o projecto meteorológico internacional a criar nos Açores. Um conjunto de relatórios sobre estas visitas de estudo e outras que faria em 1900, enquanto director do Observatório Meteorológico de Ponta Delgada, estão disponíveis na Biblioteca da Ajuda em Lisboa.
Paralelamente, em 1898 fez um estágio no Bureau Central Météorologique, criado em Paris em 1878, e no Observatório de Saint-Maur-des-Fossés, nos arredores daquela cidade, aprendendo as últimas técnicas de observação e familiarizando-se com os mais recentes aparelhos e métodos de estudo da meteorologia e do geomagnetismo.
Apesar da receptividade que encontrou junto das instâncias científicas, a nível governamental o projecto de um observatório internacional não conseguia ganhar suficiente favor. Por aquela altura já se formavam as tensões que desembocariam na Primeira Guerra Mundial, com as potências europeias já mergulhadas num clima de mútua desconfiança que impedia um projecto internacional verdadeiramente colaborativo. Estas desconfianças eram acirradas pela evidente vantagem naval que um posto meteorológico nos Açores poderia conferir.
As únicas manifestações expressas de apoio surgiram da Alemanha e da Academia das Ciências de Paris, embora não fossem apresentadas propostas formais de adesão ao projecto. Na Grã-Bretanha, então a grande potência naval, o projecto foi visto com suspeição, já que poderia interferir com a correlação de forças navais no Atlântico, particularmente se alemães e franceses tivessem acesso aos dados. Nem uma conferência feita pelo príncipe Alberto do Mónaco na prestigiosa Royal Society, onde demonstrou a importância científica do projecto, conseguiu alterar a posição governamental sobre a matéria, antes levou o governo britânico a pressionar o governo português no sentido de impedir o projecto.
Nestas difíceis circunstâncias, o governo português, depois de avanços e recuos nem sempre claros, cede à posição britânica e toma a decisão, pretensamente conciliatória dos interesses em presença, de assumir a criação de um Serviço Meteorológico dos Açores, de exclusiva responsabilidade nacional e com dados por si controlados.
A decisão foi protelada até às vésperas do Congresso de Meteorologia que reuniu em Paris em Setembro de 1900. Afonso Chaves já estava em Paris, e já tinha redigido a sua comunicação de apresentação do projecto de Serviço Meteorológico Internacional dos Açores, quando recebeu um telegrama do também açoriano Ernesto Rodolfo Hintze Ribeiro, à altura Presidente do Conselho de Ministros, anunciando a criação do Serviço Meteorológico dos Açores.
A comunicação apresentada por Afonso Chaves, intitulada ainda Rapport sur l’établissement projeté du Service Météorologique International des Açores, fundamentava a importância dos estudos meteorológicos no arquipélago no acompanhamento e análise do percurso das tempestades atlânticas. É um documento vanguardista e demonstrativo dos profundos conhecimentos científicos do seu autor, que decorrido mais de um século desde a sua redacção mantém plena actualidade, não tendo ainda sido possível atingir os objectivos ali traçados. Nele, recorrendo ao resultado das suas observações, recolhidas em Ponta Delgada desde 1893, e à informação compilada pelo Hydrographic Office dos Estados Unidos da América, Afonso Chaves conclui que as perturbações atmosféricas formadas no Oceano Atlântico para oeste dos Açores evoluíam frequentemente pelo sul do arquipélago no seu caminho em direcção às costas europeias. Propõe então a instalação de observatórios nos extremos do arquipélago dos Açores, nas ilhas de São Miguel e das Flores, interligadas a um observatório central a localizar na ilha do Faial. Para esta rede aproveitava a estação já existente em Ponta Delgada, mas era necessário transformar o pequeno posto das Flores num observatório e instalar um ramal de cabo submarino que o ligasse ao observatório do Faial, o qual teria também de ser criado.
Para além daquela rede base, propunha a instalação de observatório em altitude, destinado à observação das camadas superiores da atmosfera, a instalar acima dos 2 000 metros de altitude nas faldas da montanha do Pico.
Esta rede de observatórios teria de ser equipada, ligada por telégrafo à Europa e dotada dos necessários recursos humanos, o que fazia do projecto um gigantesco desafio, tanto mais que previa, para além da observação, registo e estudo dos fenómenos meteorológicos, a investigação nas áreas do geomagnetismo, da sismologia e da oceanografia. Incluía também a prestação do serviço radiotelegráfico da hora à navegação que cruzava o Atlântico, através da emissão de um sinal padrão que permitisse fazer o acerto dos cronómetros de bordo usados para determinação da longitude no mar.
Reduzido a um modesto Serviço Meteorológico dos Açores, inteiramente financiado pelos parcos recursos portugueses e sujeito às estrituras impostas pelo governo de Lisboa, o projecto ficou muito aquém do proposto por Afonso Chaves. Ainda assim, o Serviço Meteorológico dos Açores, criado por Lei de 12 de Junho de 1901, tendo Afonso Chaves como seu primeiro director, manteve as suas intenções iniciais, construindo, pouco a pouco, a estrutura proposta. Nas áreas do geomagnetismo e da sismologia, conseguiu criar o Observatório Magnético de São Miguel e instalar no ano de 1902, em Ponta Delgada, a primeira estação sismográfica existente em território português.
Afonso Chaves demonstrou uma competência científica e operacional que lhe valeram a eleição, em 1902, para o prestigioso Comité Meteorológico Internacional, entidade precursora da Organização Meteorológica Mundial. O Príncipe do Mónaco convidava-o para as suas digressões científicas pelos Açores e integrou-o, por disposição testamentária, na administração do Museu Oceanográfico do Mónaco e na comissão administrativa para a manutenção das Instituições Oceanográficas do Príncipe de Mónaco.
Para além do observatório que hoje ostenta o seu nome na cidade de Ponta Delgada, instalou em 1911 o Observatório Magnético e Sismológico da Fajã de Cima, na ilha de São Miguel, que incluiu o primeiro sismógrafo permanente do arquipélago. Realizou também os primeiros estudos sobre a temperatura e a densidade da água do mar nos Açores e lançamento dos primeiros balões sonda no Atlântico central.
Alguns dos principais cientistas do seu tempo, entre os quais Théodore Barrois, Gustave Frédéric Dollfus e Robert Latzel, citam-no e fazem-lhe referências elogiosas nas suas obras. Como homenagem, foi dado o seu nome a várias espécies e géneros de crustáceos e peixes.
Afonso Chaves integrou diversas comissões e associações internacionais, entre as quais a Comissão Internacional para a Exploração Científica do Oceano Atlântico, o Comité Meteorológico Internacional e a Associação Meteorológica Internacional.
Falecido em Ponta Delgada no ano de 1926, Afonso Chaves deixou uma vasta obra científica dispersa por múltiplas publicações, incluindo algumas das mais prestigiosas revistas científicas da época. O seu trabalho na meteorologia e na sismologia, nos quais seria seguido por José Agostinho, fizeram dele um dos maiores cientistas açorianos de sempre.
Em sua homenagem, e com o fim de dar continuação aos seus estudos, foi criada em 1932 a Sociedade de Estudos Açorianos Afonso Chaves, a qual se dedica aos estudas nas áreas da Meteorologia, Geologia, Botânica, Zoologia, História, Etnografia e Artes Plásticas. A sociedade publica a revista Açoreana onde se encontram importantes artigos sobre Geologia, Geofísica, História Natural e Etnografia dos Açores e das ilhas atlânticas. A sua publicação iniciou-se em 1934 e manteve-se com regularidade até 1964, tendo reaparecido em 1981, agora centrada nas áreas da Geologia, Geofísica, Zoologia e Biologia.

## Obras publicadas
Publicou mais de 40 de trabalhos, comunicações e relatórios científicos, muitos em periódicos estrangeiro. Dedicou-se à divulgação científica, fazendo conferências e escrevendo em diversos jornais açorianos. Colaborador de Ernesto do Canto, coube-lhe editar os volumes XI a XIV do Archivo dos Açores, confiando a continuação da obra a Armando Côrtes-Rodrigues.
Para além dos múltiplos artigos dispersos por periódicos açorianos e de diversos países, é autor das seguintes obras:
- Observações sísmicas e astronómicas, in L'Astronomie, Paris, 4: 63 (1885).
- Observações sísmicas e astronómicas, in L'Astronomie, Paris, 5: 428 (1886).
- Des formes extérieures du cachalot, in Journal d'Anatomie et Physiologie: 270-272 (em colaboração com Georges Pouchet) (1890).
- Observações sísmicas e astronómicas, in L'Astronomie, Paris, 12: 231 (1893).
- Contribuição para os estudos hypsométricos dos Açores – Altitude do Pico in Archivo dos Açores, XII: 248-255 (1894).
- Rapport sur l'établissement projété du service météorologique international des Açores., Imprimerie de Monaco, Mónaco (1900).
- Sur le service météorologique des Açores, Congresso Marítimo Internacional, Copenhaga, (1902).
- On the meteorological service of the Azores in Report of the International Meteorological Committee, Southport 1903, Londres: 14 e 73-75 (1904).
- Report of the great magnetic storm of 31 October 1903 at Ponta Delgada in Terrestrial Magnetism and Atmospheric Electricity, 9, 1 (1904).
- Sur les communications au moyen de la télégraphie sans fil dans les îles Açores, Congresso Marítimo Internacional, Copenhaga (1904).
- Nécessité d'une reconaissance magnétique faite simultanément sur mer et sur terre en quelques points des îles Açores, Congresso Marítimo Internacional, Lisboa (1904).
- Festas do Espírito Santo nos Açores in Archivo dos Açores, XIII: 11-35 (1904).
- Sobre um livro de John Webster acerca de S. Miguel in Archivo dos Açores, XIII: 36-37 (1904).
- Erupções submarinas nos Açores e a quebra de alguns dos cabos telegráficos lançados nos mares do mesmo arquipélago in Archivo dos Açores, XIII: 53-60 (1904).
- Os Açores num atlas manuscrito feito em Veneza no XV século in Archivo dos Açores, XIII: 61-70 (1904).
- A temperatura das nascentes termais das Furnas na ilha de S. Miguel in Archivo dos Açores, XIII: 114-119 (1906).
- A água mineral do Poio do Moreno na ilha das Flores in Archivo dos Açores, XIII: 184-188 (1906).
- As festas de S. Marcos nalgumas ilhas dos Açores e a sua origem provável in Archivo dos Açores, XIII: 191-194 (1906).
- Bibliografia zoológica dos Açores in Archivo dos Açores, XIII: 200-208 (1906).
- Contribution aux études du magnétisme terrestre en Afrique in Bulletin de l'Institute Océanographique de Monaco, 123 (1908).
- Gisements de Diatomées fossiles à Furnas (îles de S. Miguel) in Bulletin de la Société portugaise des sciences naturelles, 2: 231-255(1909).
- Missão meteorológica e magnética ao sul e leste de África, desempenhada em 1906, Apêndice ao Diário do Governo, 393, 5 de Outubro: 260-273 (1909).
- Relatório acerca do serviço meteorológico dos Açores durante o ano de 1905, Apêndice ao Diário do Governo, 393, 5 de Outubro: 252-258 (reproduzido em parte como Importância meteorológica dos Açores in Açoreana (1944), 3: 205-218) (1909).
- Introduções de algumas espécies zoológicas na ilha de Sam Miguel, depois da sua descoberta. Ponta Delgada, Tip. Diário dos Açores (reproduzido em Açoreana (1949), 4: 325-342) (1911).
- Irregularidades na distribuição do valor da declinação magnética nos Açores, Lisboa (reproduzido em Açoreana (1943), 3: 152-161) (1915).
- Alguns sonetos de Anthero do Quental traduzidos por S. R. Koehler, in Archivo dos Açores, XIII: 377-389 (1919).
- Algumas cartas do Dr. Ernesto do Canto dirigidas ao Dr. João Teixeira Soares de Sousa, in Archivo dos Açores, XIII: 529-545 (1920).
- O priolo, a ave mais interessante da ilha de S. Miguel in Os Açores, Ponta Delgada, 7: 7-9 (reproduzido em Açoreana (1947), 4: 109-115) (1923).
- As Formigas e a primeira viagem de Gonçalo Velho aos Açores in Os Açores, Ponta Delgada, 9: 9-14 (reproduzido em Açoreana (1948), 4: 209-217 (1923).
- As Formigas (Monographie sur les ilots qui se trouvent á NE de Santa Maria), Ponta Delgada (1924).
- A pesca da baleia nos Açores in A pesca marítima, Lisboa, ano 2, 14 (1924).
- Cetáceos que aparecem nos mares dos Açores in A pesca marítima, Lisboa, ano 2, 15 (1924).
- Quando se formou a grandiosa Caldeira das Sete-Cidades na ilha de Sam Miguel? in Diário dos Açores, Ponta Delgada, ano 56, n.º 10124 (1926).